# 프리마베라 사운드

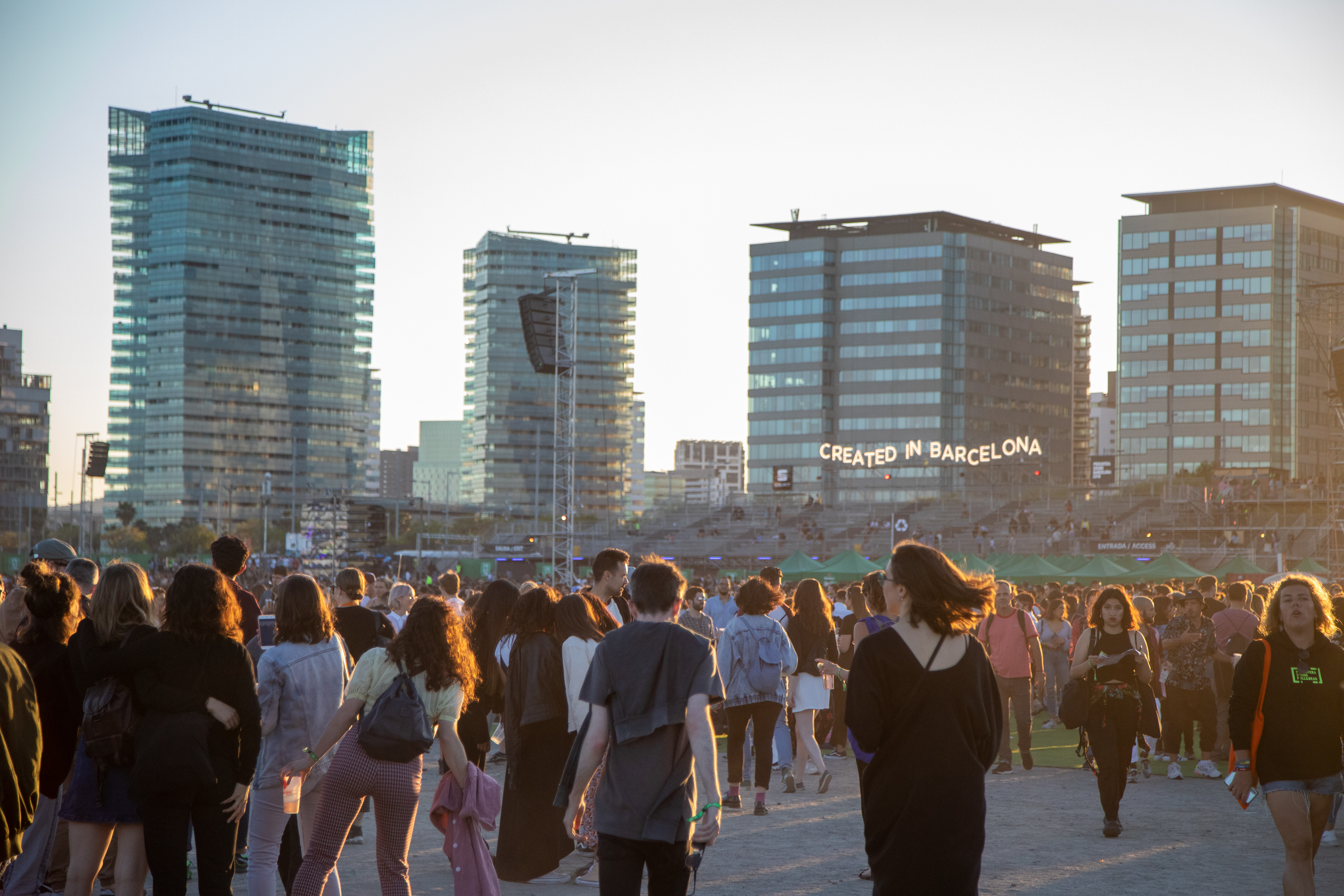
2019년 모습

프리마바라 사운드(Primavera Sound)는 스페인 바르셀로나에서 한 해에 한 차례 열리는 음악제이다. 5월 말에서 6월 초 사이에 열린다. 제1회는 2001년 시작되었다.
이 음악제는 팝, 인디, 록, 언더그라운드, 댄스 뮤직 등 모든 장르를 아우른다.
픽시스, 아케이드 파이어, 퀸스 오브 더 스톤 에이지, 더 내셔널 (밴드), 나인 인치 네일스, 켄드릭 라마, 닐 영, 소닉 유스, 포티스헤드, 펫 숍 보이스, 페이브먼트, 루 리드, 마이 블러디 밸런타인, 펄프 (밴드), 패티 스미스, 제임스 블레이크 (음악가), 캣 파워, 퍼블릭 에너미 (음악 그룹), 프란츠 퍼디난드, 텔레비전 (밴드), 디보, 화이트 스트라이프스, LCD 사운드시스템, 틴더스틱스, PJ 하비, 다이너소어 주니어, 뉴 오더, 퍽 버튼스, 스완스, 멜빈스, 스피리추얼라이즈드, 더 큐어, 본 이베어, 데스 캡 포 큐티, 메리앤 페이스풀, 블러 (밴드), 우 탱 클랜, 피닉스 (밴드), 라디오헤드, 애니멀 컬렉티브, 시규어 로스, 테임 임팔라 등이 무대에서 공연했다.